# Glabella
De glabella is het deel van de schedel dat zich tussen de wenkbrauwen bevindt. Dit deel van de schedel steekt iets uit naar voren.
De haargroei op de glabella is echter genetisch bepaald en verwijst regelmatig naar de etnische afkomst van een persoon.

## Naamgeving
Het Latijnse bijvoeglijk naamwoord glabellus is de verkleiningsvorm van glaber, ('glad','kaal','zonder haar'). Glabellus betekent zelf ook 'glad' of 'zonder haar'. De vorm glabella is de zelfstandig gebruikte vrouwelijk vorm van het bijvoeglijk naamwoord. Het bijvoeglijk naamwoord glabellus komt voorts in het (klassieke) Latijn voor bij de berberse prozaschrijver Lucius Apuleius Madaurensis uit de tweede eeuw na Christus. Hij verwijst naar de/een onbehaarde vrouwelijke schaamstreek als glabellum feminae of glabellum feminal (feminal = vrouwelijke schaamstreek).